# TT218
TT218 (Theban Tomb 218) è la sigla che identifica una delle Tombe dei Nobili ubicate nell'area della cosiddetta Necropoli Tebana, sulla sponda occidentale del Nilo dinanzi alla città di Luxor, in Egitto. Destinata a sepolture di nobili e funzionari connessi alle case regnanti, specie del Nuovo Regno, l'area venne sfruttata, come necropoli, fin dall'Antico Regno e, successivamente, sino al periodo Saitico (con la XXVI dinastia) e Tolemaico.

## Titolare
TT218 era la tomba di:
| Titolare           | Titolo                                       | Necropoli      | Dinastia/Periodo | Note                                  |
| ------------------ | -------------------------------------------- | -------------- | ---------------- | ------------------------------------- |
| Amennakht e Iymway | Servo del Luogo della Verità a ovest di Tebe | Deir el-Medina | XIX-XX dinastia  | a nord della TT1; tre tombe collegate |

## Biografia
Nebmaat, se-menw (?) di Amon fu suo padre, Hetepti sua madre. Iymway fu sua moglie, Nebmaat (TT219) e 	Khaemteri (TT220) furono suoi figli..

## La tomba
La tomba TT218, che ospitava anche la moglie Iymway, fa parte di un complesso unico con le adiacenti TT219 e TT220 dei figli del titolare, Amennakht. Si tratta di tre distinte cappelle esterne cui fa riscontro un unico appartamento funerario sotterraneo cui si accede da un pozzo che si trova nel cortile antistante le tre sepolture, e segnatamente a breve distanza dall'ingresso delle TT218.
Nella cappella superiore (1 rosso in planimetria) un uomo in offertorio al defunto e alla moglie che, in una scena successiva, offrono libagioni a Ptah e a due divinità femminili; scene di processione funeraria e preti dinanzi alla mummia nei pressi della piramide tombale in presenza di prefiche sacerdotesse e altri Servi del Luogo della Verità. Sulla parete opposta (2 rosso) una donna (una figlia?) in offertorio dinanzi al defunto e alla moglie; in tre scene, tre dee con due uccelli ba volanti; scene di psicostasia e Anubi che presenta il defunto a Osiride e ad altre divinità. Sulla parete di fondo (3 rosso) una stele, danneggiata a destra, con Ptah mummiforme (a sinistra), una donna con un flauto doppio e Sennedjem (TT1), Servo del Luogo della Verità.
Dal cortile antistante si accede, tramite un pozzo all'appartamento funerario sotterraneo che presenta ancora una parte comune (prosegue la numerazione in rosso in planimetria) con una prima anticamera da cui si accede a una seconda anticamera che consente l'accesso alle tre camere funerarie connesse alle tombe TT218, TT219 (numerazione in blu) e TT220 (numerazione in nero). Nella rampa di scale che dà access alla prima anticamera (4 rosso) resti della barca di Ra adorata dal defunto (Amennakht) rappresentato inginocchiato ad entrambi i lati con due Anubi/sciacallo; su due registri (5) la barca di Ra con Hathor e alcuni babbuini in adorazione; parenti trainano il sarcofago seguiti da preti di Ra; (6) il defunto con un inno a Ra. Nella prima anticamera, (7) il defunto accucciato sotto una palma beve da un laghetto mentre la moglie è in adorazione degli dei riportati nella scena della parete della adiacente parete (9) Thot, Geb, Horus, Nut, Shu, Khepri e il defunto inginocchiato con la famiglia con un inno a Ra; poco discosto, la moglie accucciata sotto una palma beve da un laghetto mentre la figlia (di cui non è indicato il nome) è in adorazione di divinità della scena successiva (8) Ptah, Thot, Selkis, Neith, Nut, Nephtys e Iside; sono inoltre rappresentati il defunto e la moglie, inginocchiati, con due bambini e un inno a Ra. Sull'architrave della scala che immette nella seconda anticamera (10), Osiride seduto con la personificazione di un pilastro djed dinanzi alle colline, a un falco e a Nut che abbraccia il disco solare; ai lati il defunto con il figlio Khaemteri (TT220) inginocchiati, e il defunto con il figlio Nebmaat (TT219), tutti in adorazione di Ra.
A sinistra della seconda anticamera si apre l'accesso alla camera funeraria di Amennakht: (11 rosso) il defunto e la moglie con una figlia in atto di adorazione; il falco dell'occidente (12) con testi; Anubi (13) accudisce la mummia su un letto, tra le dee Iside e Nephtys rappresentate come falchi; sulla parete opposta (14) i Campi di Aaru. Sulla parete di fondo (15), gli dei riuniti in consiglio con quattro testi.
Dalla TT218 proviene la parte inferiore di uno stipite con il defunto seduto, seguito dal figlio Neb[mehyt] (forse da identificarsi con Nebmaat TT219) oggi al Museo Etnologico di Lisbona..

### Annotazioni
1. ↑  La numerazione dei locali e delle pareti segue quella di Porter e Moss 1927, p. 318.
2. ↑  La prima numerazione delle tombe, dalla numero 1 alla 253, risale al 1913 con l'edizione del "Topographical Catalogue of the Private Tombs of Thebes" di Alan Gardiner e Arthur Weigall. Le tombe erano numerate in ordine di scoperta e non geografico; ugualmente in ordine cronologico di scoperta sono le tombe dalla 253 in poi.
3. ↑  I campi della Duat, ovvero l'aldilà egizio, si trovavano, secondo le credenze, proprio sulla riva occidentale del grande fiume.
4. ↑  Nella sua epoca di utilizzo, l'area era nota come "Quella di fronte al suo Signore" (con riferimento alla riva orientale, dove si trovavano le strutture dei Palazzi di residenza dei re e i templi dei principali dei) o, più semplicemente, "Occidente di Tebe".
5. ↑  le Tombe dei Nobili, benché raggruppate in un'unica area, sono di fatto distribuite su più necropoli distinte.
6. ↑  Le note, sovente di inquadramento topografico della tomba, sono tratte dal "Topographical Catalogue" di Gardiner e Weigall, ed. 1913 e fanno perciò riferimento alla situazione dell'epoca.
7. ↑  Set-Maat = "Luogo della Verità" era uno dei nomi con cui era noto il villaggio operaio di Deir el-Medina. Il villaggio era anche noto come Pa-demi, ovvero, semplicemente, "il villaggio".
8. ↑  Trattandosi di tre distinte sepolture in planimetria i locali sono stati differenziati con diversi colori dei riferimenti: rosso per la TT218; blu per la TT219 e nero per la TT220.

### Fonti
1. ↑  Gardiner e Weigall 1913.
2. ↑  Donadoni 1999,  p. 115.
3. 1 2  Gardiner e Weigall 1913, p. 36.
4. ↑  Gardiner e Weigall 1913, pp. 36-37.
5. ↑  Gardiner e Weigall 1913, p. 37.
6. ↑  Porter e Moss 1927,  p. 315.
7. ↑  Porter e Moss 1927,  pp. 317-320.